# トリノの戦い (312年)
トリノの戦い ( 英語: Battle of Turin ) とは、312年にイタリア・トリノで行われた会戦である。この会戦ではローマ皇帝コンスタンティヌス1世と彼のライバルであるマクセンティウスの軍勢が衝突し、コンスタンティヌス1世の勝利で終わった。トリノでの勝利を皮切りに、コンスタンティヌス1世は卓越した軍事キャリアを切り拓いたとされる。コンスタンティヌスとマクセンティウスとの戦争はその後も続き、同年10月にローマ近郊で行われたミルウィウス橋の戦いで幕を下ろした。

## 前章
コンスタンティヌス1世とマクセンティウスは義兄弟の間柄であったものの、その仲は険悪であった。両名は元々、配下の軍勢からの推薦という形で非合法的な方法を用いて帝国で権力を握ったとされる。しかしその後、コンスタンティヌス1世はテトラルキア制度において正統な帝位継承者であると承認されたのに対し、マクセンティウスは正統性を認められず帝位簒奪者と見做された。この認定のおかげで、コンスタンティヌスは対立者であるマクセンティウスを反乱軍首謀者として正式に討伐する機会を得ることができたとされる。コンスタンティヌス1世はローマ帝国における所領から出陣し、アルプス山脈を山越えした。この際、コンスタンティヌス1世は40,000以下のベテラン兵を率いてモン・スニ峠を通過したという。コンスタンティヌスの出陣に対抗したマクセンティウスは、ローマで防備を整え、イタリア半島に駐屯していた配下の大規模な軍勢を結集した。イタリア半島に侵攻したコンスタンティヌス軍は、北イタリアの都市スーザを包囲した際に初めてマクセンティウス軍の抵抗に遭遇した。包囲戦の際、コンスタンティヌスはスーザ城壁の城門を焼き撃つと共に城壁をよじ登るよう兵士たちに命令した。コンスタンティヌス軍はスーザを短時間で攻め落としたが、彼は自軍の兵士たちに対して都市での略奪を禁止する勅令を発布していたとされる。スーザを攻め落とした後、コンスタンティヌス軍は進軍を再開した。

## 決戦
コンスタンティヌス軍が要衝アウグスタ・タウリノルム ( トリノ ) に差し掛かった折、コンスタンティヌス軍はマクセンティウス軍と遭遇した。マクセンティウス軍はclibanarii または cataphractariiと呼ばれる重装騎兵を多数有していたとされる。コンスタンティヌス軍を目視するや否や、マクセンティウス軍の重装騎兵部隊は楔形の隊列を組んだ。それに応じて、コンスタンティン軍は戦列を展開し、コンスタンティン軍中央隊でのマクセンティウス騎馬隊の迎撃を試みた。マクセンティウス騎馬隊はそのまま展開したコンスタンティヌス軍中央部に突撃を仕掛け、コンスタンティヌス軍はそれを出し抜いたのちにマクセンティウス騎馬隊の側面を突いて攻撃を開始した。そしてコンスタンティヌス軍の軽装騎兵は楔形のマクセンティウス重装騎馬隊列の側面に何度も繰り返し突撃を行った。コンスタンティヌス軍は鉄片を埋め込んだ棍棒を主力武器としてマクセンティウス重装騎馬隊を迎撃した。このようなスタイルの棍棒は重武装の兵士に対して有効的な武器であるとされていたからであるマクセンティウス重装騎馬隊はこの棍棒攻撃に晒され、幾らかの兵士は馬から振り落とされ、そのほかの多くの兵士は打ち倒されるか殺害された。マクセンティウス重装騎馬隊が破れ去ったのを見届けたコンスタンティヌス1世は、配下の歩兵部隊に進軍を命じ、逃亡するマクセンティウス軍歩兵部隊を追撃し多くを切り捨てた 。
コンスタンティヌスの勝利を讃えた讃美詩によれば、コンスタンティヌス軍はトリノで容易くマクセンティウス軍を撃破したという。トリノで敗れたマクセンティウスは撤退し、アウグスタ・タウリノルム ( トリノ ) に逃げ込もうと試みたものの、市民達はマクセンティウス軍のトリノ入城を拒否した。コンスタンティヌス軍はトリノ城壁前でマクセンティウス軍の一部を殲滅した。コンスタンティヌス軍の活躍に対し、トリノ市民は喝采したとされる。戦闘後、コンスタンティヌス１世は市民の喝采を浴びながらトリノに入城した。他の北イタリア平原地帯における諸都市は、コンスタンティヌス１世の卓越した軍事技術や市民に対するコンスタンティヌス１世の好意的な対応を目前にし、コンスタンティヌス１世に対して戦勝祝賀の使者を彼に対して派遣したと伝わる。

## その後
トリノでの大勝利により、コンスタンティヌスはイタリアを容易く進軍することができた。抵抗を受けることなくコンスタンティヌス軍はミラノに進軍し、コンスタンティヌス1世は市街で再び市民の喝采を浴びた。そして312年の盛夏ごろまで彼はミラノに留まり、その後再び進軍を再開した.。進軍途中、コンスタンティヌス1世はブレシア近郊に野営していた敵の騎馬隊を駆逐し、その後ヴェローナでマクセンティウス軍と決戦を行い、マクセンティウス軍の有力な将軍であったルリキウス・ポンペイアヌスをこの戦いで討ち取った。北イタリアにおけるマクセンティウス軍の抵抗を打ち破ったのち、コンスタンティヌス軍はミルウィウス橋の戦いでマクセンティウス軍本隊と激突。この戦いでもコンスタンティヌス軍は勝利を挙げ、マクセンティウス本人を討ち取った。

## 文献
- Barnes, Timothy D. Constantine and Eusebius. Cambridge, MA: Harvard University Press, 1981. ISBN 978-0-674-16531-1
- Odahl, Charles Matson. Constantine and the Christian Empire. New York: Routledge, 2004. Hardcover ISBN 0-415-17485-6 Paperback ISBN 0-415-38655-1
- Sidnell, P. (2006) Warhorse: Cavalry in Ancient Warfare, Continuum, London.
- Stephenson, Paul. Constantine Unconquered Emperor, Christian Victor. London: Quercus, 2009. ISBN 978-1-84916-002-5

-